# Список умерших в 566 году

## Февраль
- 9 февраля — Савин Канозский, епископ из Каносы (514—566).

## Дата смерти неизвестна или требует уточнения
- Ариамир, король свевов в Галисии.
- Аудоин, король лангобардов (546— не позднее 566).
- Домналл Илхелгах, король Айлеха (534/536—566) и верховный король Ирландии (565—566).
- Ницетий Трирский, глава Трирской епархии.
- Пиенций Пуатевинский, епископ Пуатье (между 541 и 555 — между 561 и 567); святой, почитаемый в Католической церкви.
- Форггус мак Муйрхертайг, король Айлеха (534/536—566) и верховный король Ирландии (565—566).
- Хлодозинда, королева лангобардов, супруга Альбоина.
- Чжэнь Луань, китайский учёный-энциклопедист, математик, астроном, знаток календаря и канонической литературы.
- Юстин, аристократ и военачальник Восточной Римской империи, один из последних римских консулов (540).